# Gouchnasp Bahrām
Gouchnasp Bahrām ou Gouchnasp Vahrām est un seigneur iranien qui fut marzban d'Arménie au VIe siècle.

## Biographie
On connait peu de choses sur ce marzban. René Grousset dit qu'il le fut de 552 à 554. Cyrille Toumanoff dit que son gouvernement dura de 548 à 552. Il est ensuite remplacé par Tan-Châhpouhr.